# Eduard Nößler
Eduard Karl Nößler, o també Nössler (Reichenbach, Saxònia, 26 de març de 1863 - Garmisch-Partenkirchen, 19 de setembre de 1943) fou un dirigent de cors i organista alemany.
Estudià en el Conservatori de Leipzig, i el 1885 ja era director d'orquestra en el teatre de Bremen. Posteriorment fou organista i mestre de capella de la catedral de Bremen, després d'haver desenvolupat alts càrrecs.
El 1896 fundà la Neue Liedertafel. Entre les seves composicions cal citar Der Schutz und Schirmherr, per a cor i orquestra: Doruröschen; música coral i simfònica, diverses peces per a piano, etc.